# پارک بو یون
پارک بو یون (کره‌ای: 박보연؛ زادهٔ ۱۵ آوریل ۱۹۹۴) بازیگر اهل کره جنوبی است. او به خاطر ایفای نقش در مجموعه‌های تلویزیونی اگه می‌تونی پیدام کن، هنوز خودی نشون ندادم و تشویق کن شناخته می‌شود.

## فیلم‌شناسی

### مجموعه تلویزیونی
| سال  | عنوان                | نقش       | منابع |
| ---- | -------------------- | --------- | ----- |
| ۲۰۲۲ | هنوز خودی نشون ندادم | نو می نا  | [ ۴ ] |
| ۲۰۲۲ | تشویق کن             | لی یو مین | [ ۵ ] |
| ۲۰۲۵ | سفر دوست‌داشتنی من    | گو اون چه | [ ۶ ] |

### مجموعه اینترنتی
| سال  | عنوان               | نقش          | منابع  |
| ---- | ------------------- | ------------ | ------ |
| ۲۰۱۹ | یک هفته خوب         | لو نی        | [ ۷ ]  |
| ۲۰۱۹ | پایان حقیقی         | سونگ یه اون  | [ ۸ ]  |
| ۲۰۲۰ | یک هفته خوب ۲       | لو نی        | [ ۹ ]  |
| ۲۰۲۱ | اگه می‌تونی پیدام کن | شیم سون جونگ | [ ۱۰ ] |